# 虹色ほたる 〜永遠の夏休み〜
『虹色ほたる 〜永遠の夏休み〜』（にじいろほたる えいえんのなつやすみ）は、川口雅幸による日本の少年向け小説。
30年前にダムに沈んだはずの村にタイムスリップしてしまった少年・ユウタの夏休みの1カ月間が描かれたSFファンタジー作品である。

## 概要
川口雅幸のデビュー作。初めは川口自身の個人サイトにネット小説として掲載されていた作品だった。2004年5月8日から2005年9月21日まで彼のホームページに連載したところ、人気投票サイトで上位にランクインしたために出版に至った。2006年11月にアルファポリスによる書籍化が決定し、2007年に同社のドリームブッククラブから出版された。以降、2012年までに文庫版を含め、発行部数は40万部を突破している。
書籍化の際、装画などは漫画家の丸山薫が手掛けた。
web掲載時は書籍版の２倍分量があったが、半分は削除されている。
その半分の行方について、川口雅幸が自身のサイトにて「自宅PCに保存していたものの津波に流された」と発言している。
2012年にはアニメーション映画化もされた。そのことについて川口は、ネット小説として書いているときから映像化を意識していたと言い、映画化はその念願が叶ったものとしている。

## あらすじ
一年前に父親を交通事故で亡くした小学6年生のユウタは、父とよくカブトムシを取りに来た思い出の場所、山奥のダム近くの林をはじめて一人で訪れていた。そこで不思議な老人と出会ったユウタは、突然の豪雨で足を滑らせ、意識を失ってしまう。やがて目覚めたユウタの目の前には、一人の小さな女の子、さえ子とダムに沈んだはずの村が…。そこは1977年、ダムの底に沈む前の村の最後の夏だった。
タイムスリップした三十年以上前の村。ユウタをなぜか「都会に住むいとこのお兄ちゃん」としてあたりまえのように扱うさえ子。ユウタとクワガタ虫を取りにいく約束をする同い年のケンゾー。何が起こっているのか全くわからないユウタの前に、再び不思議な老人が現れ、彼は一ヶ月間、この時代に居続けなければならないことを告げられる。それはユウタにとって、かけがえのないもう一つの夏休みのはじまりだった。

## 登場人物
「声」はアニメ版における担当声優。
ユウタ
声 - 武井証 / 櫻井孝宏（大人）
小学6年生。小学五年生の時、実の父親を交通事故で亡くす。思い出の林に来たところで崖から転落、1977年の過去にタイムスリップする。目が覚めると、見知らぬ女の子にいとこのお兄ちゃんといわれ、「不思議な老人」の言うとおりに一カ月を村で過ごすこととなる。そして、さえ子のいとこのお兄ちゃんとして一か月を村で過ごしていくうちに、村がダムに沈む前の村人たちの奮闘の様子や、さえ子のある秘密を知る。
さえ子が、現代に戻る際に、「向こうでも絶対に再会する」という、ほとんど実現不可能な約束を交わす。十年後、バイクの雑誌を見ていた際、宮舞村のほたる祭りの記事を見て、久しぶりに村へ行き、偶然さえ子と再会する。
原作とアニメ版では性格が違う。原作は自称意地悪で素行不良。一人称は俺。アニメ版では清純で誠実であり一人称は僕。最後の約束の時にだけ俺になる。風呂場でさえ子に全裸を見られた時の反応も、原作とアニメで異なる。

さえ子
声 - 木村彩由実 / 能登麻美子（大人）
小学3年生。過去の世界で最初に出会った少女で、ユウタをいとことして扱う。
ユウタと同様原作とアニメ版では性格が違う。原作では無邪気で幼いが、アニメ版では本心を隠して気丈にふるまう。
ケンゾー
声 - 新田海統 / 中井和哉（大人）
小学6年生。さえ子の近所に住む少年で、ユウタと同い年。
青天狗
声 - 大塚周夫
ほたる神社の神主。
蛍じい
声 - 石田太郎
不思議な老人。
ユウタの父
声 - 堀内賢雄
ユウタの母
声 - 岡村明美
伸太郎
声 - 本城雄太郎
辰三郎
声 - 原周平
おばあちゃん
声 - 谷育子
さえ子のお父さん
声 - 田中正彦
さえ子のお兄ちゃん
声 - 大倉祐馬
芳澤さん
声 - 八木優希

## 書籍情報
アルファポリスより発行。
- 単行本『虹色ほたる―永遠の夏休み』
  - 2007年7月30日発行、ISBN 978-4-434-10871-6
- アルファポリス文庫『虹色ほたる―永遠の夏休み〈上〉』
  - 2010年7月20日発行、ISBN 978-4-434-14589-6
- アルファポリス文庫『虹色ほたる―永遠の夏休み〈下〉』
  - 2010年7月20日発行、ISBN 978-4-434-14590-2
- 軽装版『虹色ほたる―永遠の夏休み』
  - 2012年3月15日発行、ISBN 978-4-434-16513-9
- アルファポリスきずな文庫『虹色ほたる〈上〉～永遠の夏休み～』挿絵：ちゃこたた
  - 2024年7月15日発行（同年7月3日発売）、ISBN 978-4-434-34161-8
- アルファポリスきずな文庫『虹色ほたる〈下〉～永遠の夏休み～』挿絵：ちゃこたた
  - 2024年7月15日発行（同年7月3日発売）、ISBN 978-4-434-34162-5

## 漫画
小説のコミカライズ作品がアルファポリスCOMICSより発売された。漫画を担当したのは女性2人組のあさひまどか。小説の漫画化なので映画版とは内容が若干異なる。
- 川口雅幸（原作）・あさひまどか（漫画）『虹色ほたる―永遠の夏休み』 （2012年5月11日発行、アルファポリスCOMICS）  - ISBN 978-4-434-16654-9

## アニメーション映画
映画『虹色ほたる〜永遠の夏休み〜』は、かつて日本初のフルカラー長編アニメーション『白蛇伝』（1958年）を製作した東映アニメーションが原点に立ち戻り、全社を挙げて"今"を生きる人たちへ向けて製作し、満を持して送り出した長編ファンタジー映画。作画は全て手描きでCGは一切使用せず、従来のアニメーションではおおよそ見られない、筆で走り書きしたような荒々しい描線が特徴。音楽も打ち込みなしの生音・オーケストラを使っている。映画の誕生のきっかけは、2007年の夏にプロデューサーの梅澤淳敏が偶然原作の本を見つけ、東映アニメの社長に映画化を直談判したことである。
2012年5月19日より東映系で全国公開された。先行して5月9日にオンライン試写会が行われたほか、5月8日から18日までYouTubeで冒頭20分が先行配信された。
キャッチコピーは「それでも、こどもたちは今を生きる」。
監督は『ONE PIECE THE MOVIE デッドエンドの冒険』の宇田鋼之介、脚本は『修羅雪姫 (2001年版)』や『夕凪の街 桜の国』の国井桂、キャラクターデザイン・作画監督は『デジモンアドベンチャー ぼくらのウォーゲーム!』（作画監督）や『時をかける少女 (2006年の映画)』（原画）の森久司、画面設計は『デジモンアドベンチャー ぼくらのウォーゲーム!』（作画監督）や『ONE PIECE THE MOVIE オマツリ男爵と秘密の島』（作画監督）の山下高明、美術監督はTVアニメ『涼宮ハルヒの憂鬱』（美術監督）や『けいおん!』（美術）の田村せいきがそれぞれ担当した。音楽は松任谷正隆が手掛け、松任谷由実が歌う主題歌「愛と遠い日の未来へ」は、この作品のために書き下ろされた。声の出演は、できるだけ登場人物の年齢と合わせたキャスティングとなっている。

## スタッフ
- 監督 - 宇田鋼之介
- 原作 - 川口雅幸
- 脚本 - 国井桂
- キャラクターデザイン・作画監督 - 森久司
- 音楽 - 松任谷正隆
- 主題歌 - 松任谷由実「愛と遠い日の未来へ」
- 美術 - 秋山健太郎
- 美術監督・色彩設計 - 田村せいき
- 画面設計・レイアウト作監 - 山下高明
- 撮影監督 - 大貫昌男
- 編集 - 福光伸一
- 宣伝プロデューサー - 谷口則之
- 製作 - 高橋浩
- 企画 - 梅澤淳稔
- 製作担当 - 樋口宗久
- 製作会社 - 東映アニメーション
- 配給 - 東映